# Терноватое (Васильевский район)
Терноватое (укр. Тернувате) — село,
Широковский сельский совет,
Васильевский район,
Запорожская область,
Украина.
Код КОАТУУ — 2320988807. Население по переписи 2001 года составляло 46 человек.

## Географическое положение
Село Терноватое находится в 1,5 км от сёл Переможное и Степовое (Токмакский район).
По селу протекает пересыхающий ручей с запрудой.

## История
- 1902 — дата основания.